# Rhyopsocus disparilis
Rhyopsocus disparilis är en insektsart som först beskrevs av John Victor Pearman 1931.  Rhyopsocus disparilis ingår i släktet Rhyopsocus och familjen Psoquillidae. Inga underarter finns listade i Catalogue of Life.